# Nontronita
La nontronita és un mineral de la classe dels silicats (fil·losilicats), concretament del grup de l'esmectita, que rep el seu nom de la localitat francesa de Nontron, on va ser descoberta l'any 1827. També se la coneix com a cloropal o hidroferripirofilita.

## Característiques
La nontronita és un silicat, del tipus alumini-fil·losilicat amb làmines de mica, sodi i ferro, hidroxilat i hidratat. L'estructura molecular és en làmines amb tetraedres i octaedres. El grup de l'esmectita a què pertany són tots minerals similars a l'argila que cristal·litzen en el sistema monoclínic. A més dels elements de la seva fórmula, sol portar com a impureses: titani, magnesi i calci, els quals li donen les diferents tonalitats de color que presenta.
Segons la classificació de Nickel-Strunz, la nontronita pertany a «09.EC - Fil·losilicats amb plans de mica, compostos per xarxes tetraèdriques i octaèdriques» juntament amb els següents minerals: minnesotaïta, talc, willemseïta, ferripirofil·lita, pirofil·lita, boromoscovita, celadonita, chernykhita, montdorita, moscovita, nanpingita, paragonita, roscoelita, tobelita, aluminoceladonita, cromofil·lita, ferroaluminoceladonita, ferroceladonita, cromoceladonita, tainiolita, ganterita, annita, ephesita, hendricksita, masutomilita, norrishita, flogopita, polilithionita, preiswerkita, siderofil·lita, tetraferriflogopita, fluorotetraferriflogopita, wonesita, eastonita, tetraferriannita, trilithionita, fluorannita, shirokshinita, shirozulita, sokolovaïta, aspidolita, fluoroflogopita, suhailita, yangzhumingita, orlovita, oxiflogopita, brammal·lita, margarita, anandita, bityita, clintonita, kinoshitalita, ferrokinoshitalita, oxikinoshitalita, fluorokinoshitalita, beidel·lita, kurumsakita, montmoril·lonita, volkonskoïta, yakhontovita, hectorita, saponita, sauconita, spadaïta, stevensita, swinefordita, zincsilita, ferrosaponita, vermiculita, bileyclor, chamosita, clinoclor, cookeïta, franklinfurnaceïta, gonyerita, nimita, ortochamosita, pennantita, sudoïita, donbassita, glagolevita, borocookeïta, aliettita, corrensita, dozyita, hidrobiotita, karpinskita, kulkeïta, lunijianlaïta, rectorita, saliotita, tosudita, brinrobertsita, macaulayita, burckhardtita, ferrisurita, surita, niksergievita i kegelita.

## Formació i jaciments
Acostuma a aparèixer com a mineral secundari, producte de l'alteració a la intempèrie de roques ígnies de tipus basalt, kimberlites i altres roques ultramàfiques. També pot formar-se en sòls amb cendra volcànica pobrament drenats, així com en alguns dipòsits de minerals sotmesos a alteració hidrotermal de tipus basalt o calcàries amb metamorfisme de contacte. És un mineral autigènic en els sediments marins recents.
Sol trobar-se associat a altres minerals com: quars, òpal, hornblenda, piroxens, olivina, mica o caolinita.